# Traulia angustipennis
Traulia angustipennis är en insektsart som beskrevs av Bi, D. 1985. Traulia angustipennis ingår i släktet Traulia och familjen gräshoppor. Inga underarter finns listade i Catalogue of Life.